# Burrowa-Pine-Mountain-Nationalpark
Der Burrowa-Pine-Mountain-Nationalpark ist ein Nationalpark im Nordosten des australischen Bundesstaates Victoria, 314 km nordöstlich von Melbourne und 76 km östlich von Wodonga.
Der Park erstreckt sich zwischen dem Walwa Creek im Nordwesten und dem Cudgewa Creek im Südosten, beides Nebenflüsse des Murray River. Dort findet man den Pine Mountain, einem größten Monolithen in der südlichen Hemisphäre, der 1,5 mal so groß wie der Ayers Rock ist. Ein weiterer Gipfel ist der Mount Burrowye.